# Louis Le Prince
Louis Aimé Augustin Le Prince, född 28 augusti 1841, död 1890 (försvunnen), var en fransman som anses vara den förste som fångat rörliga bilder på film. Idag finns endast två av hans filmer kvar.
Världens första filmvisning för betalande publik ägde rum i Paris i december 1895. Edison uppfann filmen några år tidigare men han visade film i tittskåp som installerades i New York 1894. Redan 30 mars 1890 visades emellertid filmer på en vägg i Parisoperan, enligt ett intyg av Franska Nationaloperans sekreterare Ferdinand Mobisson. Enligt intyget hade en apparat visat “animerade bilder, för vilka Mons. Le Prince, Louis Aime Augustin från New York, USA, har tagit ut franskt patent daterat 11 januari 1888". Bara några månader efter demonstrationen, den 16 september 1890, försvann Louis Le Prince spårlöst på tåget mellan Dijon och Paris.

## Bakgrund
Louis Aimé Augustin Le Prince föddes 1841 i Metz Frankrike. Hans far var vän med fotografins uppfinnare, Louis Jacques Mandé Daguerre och Louis Le Prince besökte alltid Daguerres studio när han var liten. Le Prince studerade kemi, matematik och tyska i Bonn och Leipzig. Han träffade John Whitley i Paris 1866 och blev partner i hans företag i Leeds. Tre år senare gifte han sig med Johns Whitleys syster "Lizzie", Elizabeth Whitley. De fick barnen Marie, Adolphe, Aimée, Joseph och Fernand. Han undervisade i konst och lärde sig att fotografera bilder som användes i keramiska processer i företaget.
Le Prince gick frivilligt med i den franska armén (1870–1871) under det fransk-tyska kriget. 1882 flyttade familjen till New York där han blev chef för ett företag som tillverkade panoramor. 1885 var George Eastmans pappersfilm tillgänglig och Le Prince började experimentera med rörliga bilder. Redan året därpå tog han ut sitt första patent.

## Filmandet

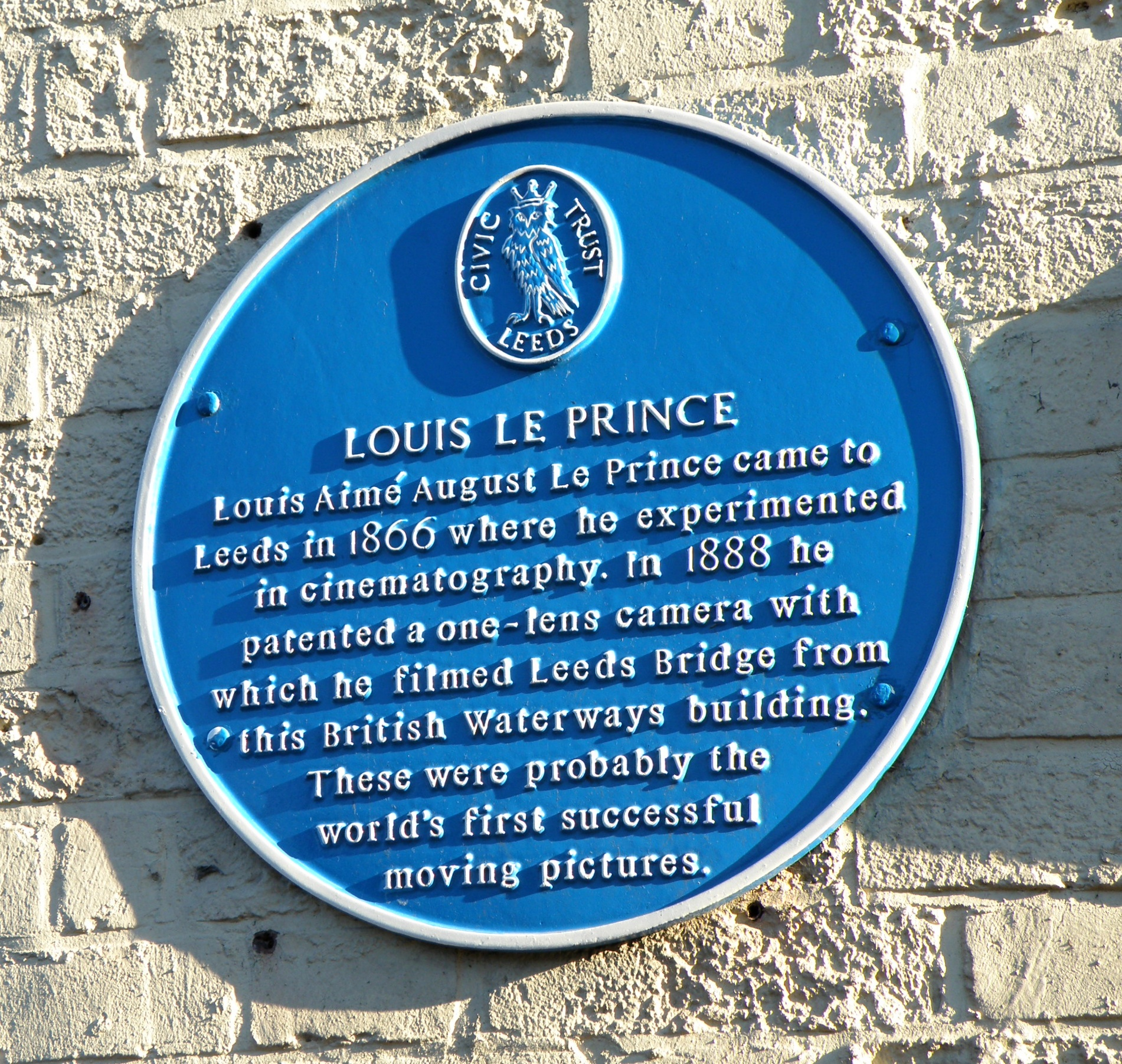
Leeds

1887 återvände Le Prince till Leeds från New York, resten av familjen besökte honom under somrarna. Muybridge publicerade samma år Animals in motion, en bok som dokumenterade hans experiment med seriefotografi, det vill säga ett antal stillbilder som tas så snabbt i följd att de fångar olika faser av en rörelse, till exempel en galopperande häst. Inspirerad konstruerade Le Prince en kamera med 16 objektivöppningar, en för varje bild.
Året därpå hade han övergått till en kamera med bara ett objektiv och gjorde experimentinspelningar i familjen Whitleys trädgård, bland annat Roundhay Garden Scene där familjen springer runt och hoppar, enbart ett par sekunder finns bevarad. Han filmar trafiken på Leeds Bridge i oktober 1888, 20 bilder/sek i dåligt ljus; ett fragment finns bevarat, stolt uppvisad på staden Leeds hemsida.
När den celluloidbaserade filmen, det vill säga den traditionella filmremsan, blev tillgänglig, kunde Le Prince börja utveckla sin uppfinning. Med en nybyggd projektor åkte han iväg och gjorde sin presentation på parisoperan.

## Försvinnandet
Efter en semester hos sin bror i Dijon tog Le Prince farväl av honom på järnvägsstationen den 16 september. Det var sista gången han syntes till. Han anlände aldrig till Paris.
Hustrun Elizabeth Le Prince-Whitley väntar honom i New York. Det var meningen att han skulle göra sin filmdemonstration inför publik i USA. Hon tror först att han bara blivit försenad. Trots efterlysningar och annonsering får man inte upp det minsta spår. Parispolisen lyckas inte hitta någon förklaring.
Många teorier har framförts under åren: från överfall till självmord. Han ville kanske rädda familjen från den skandal som en hotande konkurs skulle innebära. Han försvann kanske in i Främlingslegionen. För Elizabeth Whitley fanns det bara en förklaring: Edison låg bakom försvinnandet. Men den amerikanska polisen kunde inte göra några efterforskningar förrän kroppen hittats eller en officiell dödförklaring gjorts många år senare.
Edison, eller snarare hans anställde Dickson, höll 1890 precis på att lösa problemet med att spela in rörliga bilder. Edison hade själv ingenting att göra med det direkt praktiska uppfinningsarbetet kring filmen; senare tids forskning har visat att Dickson gjorde jobbet. Edison ägnade sig mest åt aggressiva patentstrider. Han lät muta Paristullen för att få information om nya uppfinningar på väg till USA. Sonen Adolphe vittnade i december 1898 om faderns patent i en rättegång. I juli 1901 förklarade domstolen att Edison var den första och enda uppfinnaren av filmen. Senare under året hittades Adolphe skjuten i skogen på Fire Island. Han brukade jaga och geväret låg bredvid honom. Det gick inte avgöra om det var olyckshändelse, självmord eller mord.
År 1902 överklagades rättens beslut och en domare förklarar att Edison inte är filmens uppfinnare. 1908 var patentkriget slut. Edison bildade Motion Picture Patents Company, som skulle driva de filmare som inte var medlemmar till USA:s andra kust, där Hollywood väntade. Edison förklarades åter som filmens fader.
År 1930 avtäckte dottern Marie en plakett på väggen till BBC:s Leedskontor, som nu står på den plats där Le Prince gjorde sina experiment. 1988 invigde William Le Prince Huettel en minnestavla på Leeds Bridge. Elizabeth dog 1926. Varken under hennes livstid eller senare har några indicier framkommit som bekräftar hennes misstankar.
Men det finns fler ouppklarade mysterier. 1876 uppfann den ryske emigranten Jabochkoff ett sorts elektriskt ljus som 1878 lyste upp West India Dock och Victoria Embankment i London. Året därpå fick Edison glödlampan klar, och ungefär samtidigt försvann Jabochkoff spårlöst.
År 2003 hittades ett foto från 1890 där man ser en man, som tros vara Le Prince, drunknad i en å.